# 文藝復興人文主義
在文艺复兴時期，人文主义（英語：Humanism）是對古典時代的研究，而對古典時代的研究也象徵著，中世紀的人們從研究了解神，轉變為對自身的研究與了解，思想也逐漸從「神本」思想轉變為「人本」思想，文藝復興人文主義最初起源於義大利，隨後擴展到全歐洲。這是一套关于古希腊和罗马的教学方法的集合体，由那些在今天被人们广为熟知的文艺复兴人文主义者所传承发展，这些人包括学者、作家和公民领袖。文艺复兴发端于意大利，此后逐渐传播到整个欧洲大陆。14和15世纪的得到发展，是对中世纪经院哲学教育所带来挑战的回应。文艺复兴重视对实践和专业性和科学性知识的学习。 经院哲学致力于把人塑造为医生、律师或是职业神学家。通过学习逻辑、自然哲学、医学和神学文本而培养。

人文主义者反对功利主义和狭隘迂腐的教育方法。他们试图使用一种市民化的方法，引导包括女子在内的市民采用文雅和谦卑的方法表达和书写，以此参与到所在共同体的公民生活中，并且劝导他人过一种向善的生活，谨言慎行。这些需要通过学习人文学而获得， 这是今天被大家所熟知的人文主学科:包括语法学、修辞学、历史，诗歌和道德哲学。
早期的意大利人文主义在某些方面延续了中世纪的语法学和修辞学的传统，不仅仅只是用一种新型且更新颖的方法来命名古老的三学科，(人文学科), 而是不断提升它在学校、大学和广泛的文学衍生物中的实际范围、内容和重要观点的应用。这种人文学科 包括逻辑学，不仅在传统语法和修辞学加入了历史、古希腊和道德哲学，而且使得诗歌经过一系列语法和修辞学的装饰即可成为人文学科的重要部分。
 作为对文化，特别是古典道德学遗产的复归，人文主义即是一种普遍化和大众化的文化模式而非仅仅针对小部分精英团体。在佛罗伦萨、那不勒斯、罗马、威尼斯、热那亚、曼图亚、费拉拉和乌尔比诺出现了众多人文主义中心。
人的尊严是文艺复兴人文学者热衷的主题，例如，佩脫拉克、瓦拉、皮科·米兰多拉。对他们来说，人只有通过一种方式来实现自己的价值和理想，那就是通过古典的和文学的—即人文的-学科。

## 起源
一些早期的人文主义者包括彼特拉克、薩盧塔蒂和波焦·布拉喬利尼都是古典手稿的收藏家。其中彼得拉克因其对古希腊和罗马经典古卷研究所做的贡献而被誉为“人文主义之父”。许多人文主义者都供职于教会并依照神序而排定所处位置（如同彼得拉克所做的那样）。而其他一些人文主义者则是意大利各城市的执政官或裁判官，例如彼得拉克的弟子-萨卢塔蒂就是佛罗伦萨的执政官。他们有权進入古籍抄寫工坊，並获得很多图书研究资源。
在意大利，人文主义教程迅速被人们接受。直到15世纪，许多上层人士已经接受了人文主义教育。作为人文主义者，一些教会的高级神职人员利用掌握的各种资源而建立了大量重要的图书馆。例如從希腊東正教转至天主教會，曾被認定為教宗繼任人的貝薩里翁樞機即被认为是那个时代最博学的学者。而在15和16世纪也出现了很多人文主义教宗。其中，教宗庇护二世就是一个多产的作家，并且创作了“男孩的教育”专著这些內容因被称为人文學而被广为熟知，而它们引发的風潮就被称为人文主义运动。
随着古印本（1501年之前印刷出版）時代結束，大量印刷技術广为盛行，意大利人文主义向北传播至法国、德国、荷兰和英国，由此促成了清教徒的宗教改革。在法国，杰出的人文主义者纪尧姆·比代(1467–1540) 把意大利文艺复兴所采用的文献学研究方法应用到了古典造币术和法律史的研究中，并由此形成了关于民法大全的详细评述性著作。尽管作为一个皇室专制主义的支持者(而非像早期意大利人文主义者那样主张共和制), 比代积极投身于公民生活而担任弗郎索瓦一世的外交官，并帮助筹建了法兰西公学院。此外，弗朗索瓦一世的姐姐玛格丽特·德·那瓦尔作为一位诗人、小说家和宗教神秘主义者，围绕在她周边的即是一群本地诗人和作者，包括克莱芒·马罗、比埃尔·德龙沙和弗朗索瓦·拉伯雷。

## 文藝復興時期的宗教影響
这里，人感受不到超自然的力量压在人心之上所要求人的敬意和虔诚。人文主义者们把包括能力、天赋、忧愁、问题和可能性在内的独特特质一起作为人类兴趣的中心。据说这些中世纪的思想者们不断进行着哲学思考，并依靠新的研究成果来不断提升，他们敢于站起来并得到完满的地位。
显而易见的是，古典哲学和科学的复归最终挑战了传统宗教信仰。
1417年，波吉奥·布拉乔里尼发现了卢克莱修的手稿物性论，该手稿它包含有伊壁鸠鲁享乐主义的理念阐释但却遗失多年。尽管当时并未有人文主义者对此做过多关注评述，因为他们仅仅把关注点聚焦于对卢克莱修的语法和句法的研究。洛伦佐·瓦拉则以他的对话集的交谈者的口吻来捍卫伊壁鸠鲁享乐主义的理念。瓦拉对伊壁鸠鲁理念的捍卫(或者说是改写)后来被 "人文主义王子"伊拉斯谟看做是伊壁鸠鲁主义的公认准则，他这样写道：
如果人们享乐地生活即被称为伊壁鸠鲁主义，那么没有比虔诚地信仰上帝更称作伊壁鸠鲁主义的了。如果这个概念容易产生误导的话，没有比基督教哲学更加配的上称为伊壁鸠鲁之名了。在希腊语里，伊壁鸠鲁意思为"帮助者"。当自然律被良心所主宰、摩西律法被煽动性言论而非用来治疗伤病、撒旦通知恐怖的黑暗世界，毁灭人类以此犯下滔天大错。因此那些以无知愚蠢的方式讨论基督教悲伤和郁闷的人格特质，呼唤我们遵循生活在一种惨淡无趣的生活方式。但与此相反，伊壁鸠鲁向我们展示了一种愉悦的生活方式，探寻一种快乐的真谛。(Erasmus 549)
这篇文章向我们陈述了一种人文主义者合理看待经典作品，例如与基督教相融合的伊壁鸠鲁哲学的方式。
一些文艺复兴时期的新柏拉图主义者，例如所翻译的柏拉图著作直至十九世纪仍广为使用的马尔西利奥·费奇诺，在早期基督教父例如拉克唐修和圣奥古斯丁的引导下试图调和柏拉图主义和基督教义的矛盾。以这种精神来看，皮科·德拉·米兰多拉即不算做真正的人文主义者 但却在巴黎接受过亚里士多德主义的教育、他试图创建一种[融合多种宗教的[融贯论]]哲学，但却不被教会所相容。

历史学家斯蒂芬·克里斯阐明了一种普遍化的观点(该观点来源于十九世纪瑞士历史学家雅各布·布克哈特)，他这样写道：
十四世纪至十七世纪，人们普遍寻求个体的解放。意大利北部的市镇不断接纳来自东部民俗的融合，以开放的心态接纳品味和衣着的融入。但丁的作品特别是彼得拉克的学说，以及人文主义者马基雅维利都在强调理性自由和个人表达的美德。在蒙田的文章里，他表达的一种对于生活的个人主义态度被看做是是文学艺术和哲学历史发展中最具说服力和雄辩技术的论点。
文艺复兴人文主义最显著地两个趋势即是文艺复兴的新柏拉图主义和赫尔墨斯主义，经过例如庫薩的尼古拉, 吉奥纳多·布鲁诺, 科尼利厄斯·阿格里帕, 康帕内拉和皮科·德拉·米兰多拉这些人的努力，人文主义逐渐接近形成了一种新的自身的宗教思想。在这两个趋势中，赫尔墨斯对西方思想史的发展产生了巨大影响，而前者则被看做是驱散了理智主义传统，由此引导了西方密意主义如神智學和新世纪思潮的产生。圣方济各会坚持认为在堕入尘世之前，神秘的文艺复兴思想引入了一些对科学方法的发展起到重要作用的概念，尽管这些仅停留在争议阶段。
尽管人文主义者一直坚持秉承对教会的极大虔诚但直至16世纪，这种伴随着清教徒革命的激烈、带有极大争议性的宗教氛围引发了反革命浪潮，作为对天主教神学进行无声的抗议。此外清教会也在进行同样的努力。
随着特利腾大公会议引发的反革命的进行，建立在经院哲学基础上的哲学思想不断得到巩固和发展。而一些人文主义者甚至是谦逊的天主教徒例如伊拉斯谟 冒着被斥为异端之名的危险而对教会进行批判和斗争。
文艺复兴时期的历史学家约翰·比格尔·黑尔警示大家注意文艺复兴人文主义和现代对该词的用法之间的联系。该现代的用法即是: "文艺复兴人文主义必须摆脱在理性主义、面向生活本身的非宗教途径的现代意义用法上的“人本主义”和“人文主义”的痕迹... "人文主义"行将走上误导之途... 如若该词置入一个基督徒视域中，那么它的学生将经过不断耐性心挖掘古老神谕智慧的过程中，以强烈的意愿去扩充人文主义内涵而非片面抵触。
据乔治·马克迪西的研究，我们了解到文艺复兴人文主义的一些特定方面深植于中世纪伊斯兰世界，包括拉丁语口授技艺，听写测试和人文主义者对待古典语言的态度，特别是针对阿拉伯古典主义的研究。